# Kotuń (Mazovië)
Kotuń is een dorp in de Poolse woiwodschap Mazovië. De plaats maakt deel uit van de gemeente Kotuń en telt 2.503 inwoners.

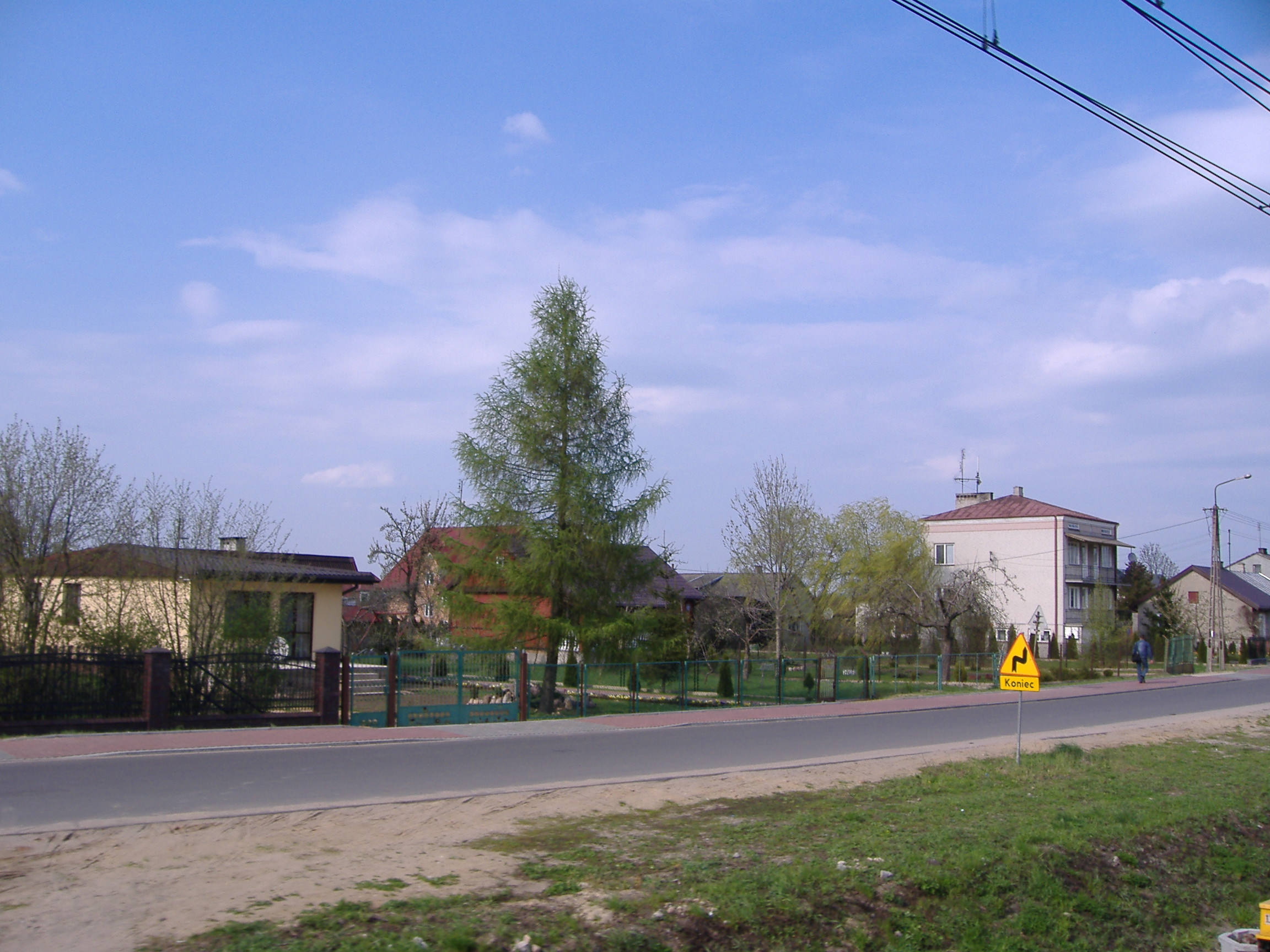
Straat in Kotuń